# 高津入堀川
高津入堀川（こうづいりほりがわ）は、かつて大阪府大阪市を流れていた運河。

## 地理
道頓堀川の下大和橋下流側から南へ分岐し、西高津新地内で一度クランク状に折れ曲がり、国道25号の手前で西へ、南海本線を潜ってすぐ北へ向きを変え、阪神高速1号環状線なんば出口付近で難波入堀川・鼬川に合流していた。長さは約1.8km。現在はクランクより上流側の区間を除いて阪神高速1号環状線の敷地に利用されている。また、北流箇所東岸の道路はパークス通の愛称が付けられている。

## 歴史
高津入堀川は江戸時代に西高津新地の開発に伴って開削された。
1733年（享保18年）に福島屋市郎右衛門と備前屋善兵衛によって、道頓堀の南東の西成郡西高津村領内において西高津新地の開発が始まった。翌1734年（享保19年）に上流側約800mの区間が開削され、高津入堀川より東側が市郎右衛門請所、西側が善兵衛請所となった。
1740年（元文5年）には京都銀座年寄の徳倉長右衛門と江戸銀座年寄の尾本吉右衛門によって、高津入堀川の堀止付近の東成郡天王寺村領内に天王寺銭座が設置され、翌1741年（寛保元年）から短期間ながら銅銭が鋳造されていた。天王寺銭座廃止と同年の1745年（延享2年）に西高津新地1 - 9丁目が成立し、大坂三郷に編入された。
1752年（宝暦2年）になると、難波入堀川と難波御蔵の先例に倣って、江戸幕府が天王寺銭座跡地に天王寺御蔵（高津新地御蔵）を設置した。しかし、多湿で米の痛みが早かった天王寺御蔵は1791年（寛政3年）に廃止され、難波御蔵に新御蔵が増築された。
入堀で汚濁が激しく不衛生だったため、明治に入って難波入堀川と連結されることになり、鼬川まで延長開削された。上述の西流箇所のおおむね夕日橋以東はもと鼬川の流路を利用しているが、夕日橋以西および北流箇所の大半は新たに開削された。延長開削工事以降、難波入堀川との合流地点（現・阪神高速1号環状線なんば出口）より上流を高津入堀川、下流を鼬川と改められた。また、廣田神社の東から北へ流れていた鼬川旧河道に代わって、廣田神社と今宮戎神社の間を高津入堀川が西流するようになったため、広田橋が架橋された。
- 1734年（享保19年） 開削。
- 1898年（明治31年） 延長開削。
- 1968年（昭和43年） 埋立。

## 架かっていた橋
上流から
- 清津橋
- 吉田橋
- 磐舟橋 - 千日前通
- 末広橋
- 高津橋
- 福知橋
- 沖田橋
- 堀初橋
- 深田橋
- 薗坪橋
- 愛染橋[2]
- 増井橋
- 玉水橋
- 名呉橋 - 堺筋
- 夕日橋
- 広田橋
- 星池橋
- 高岸橋
- 船出橋